# 府中市立府中第九小学校
府中市立府中第九小学校（ふちゅうしりつ ふちゅうだいきゅうしょうがっこう）は、東京都府中市栄町3丁目にある公立の小学校である。校長は生井信太郎。

## 通学区域
以下、府中市ウェブサイトによる。
- 晴見町

- 栄町　
  - 二丁目　
  - 三丁目